# Barsebäcks kärnkraftverk

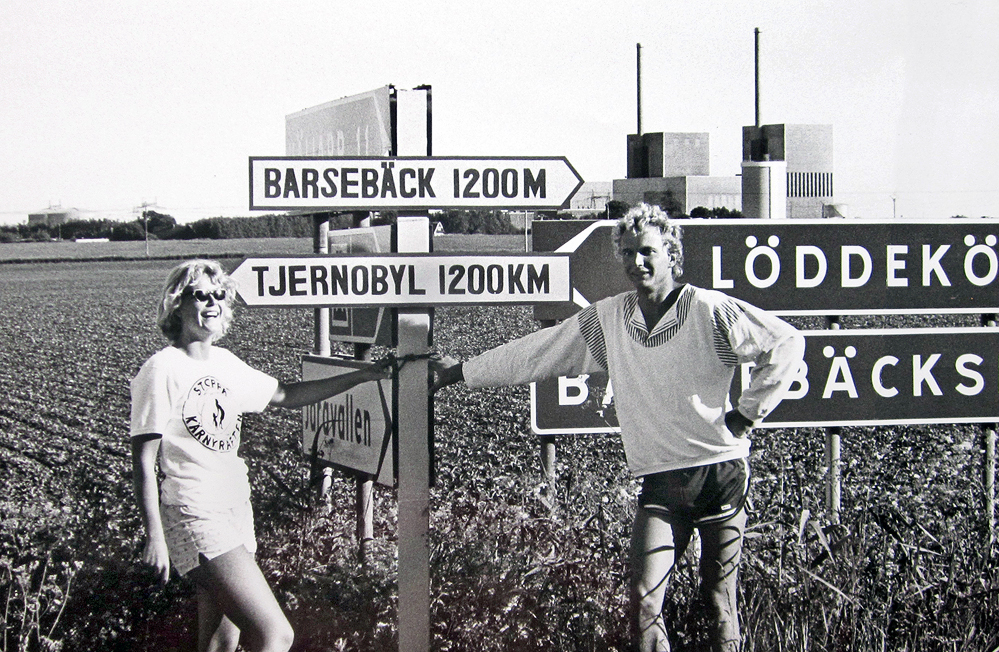
Miljöaktivister utanför Barsebäcksverket 1986. På vägarna runt Barsebäcksverket sattes dessa skyltar upp två veckor efter att Tjernobylkatastrofen blev känd.

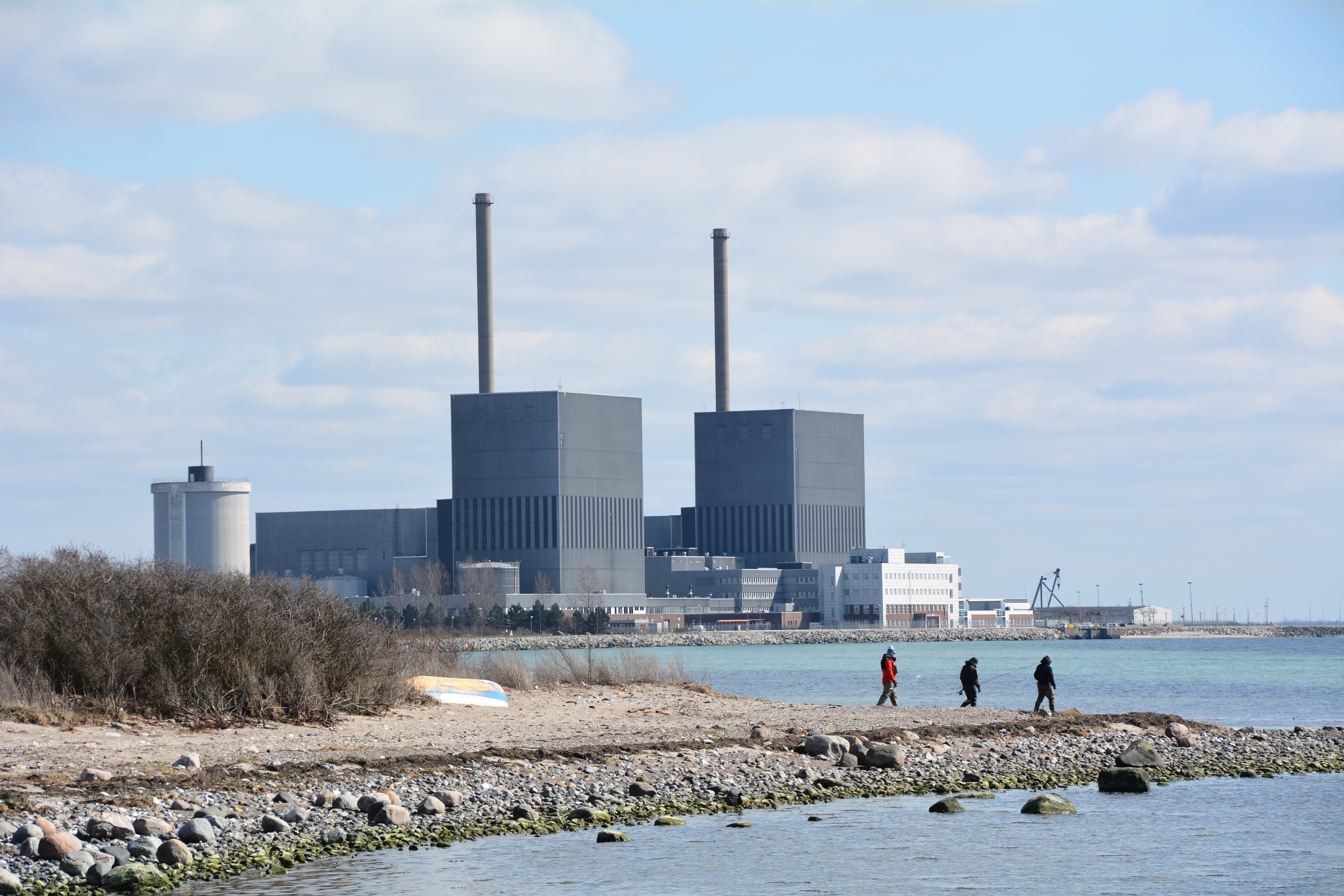
Barsebäcks kärnkraftverk, fotograferat från Barsebäckshamn april 2015. Längst till vänster syns haverifiltret FILTRA.

Barsebäcks kärnkraftverk är ett nedlagt kärnkraftverk utanför Barsebäck i Kävlinge kommun, vid Öresund mellan Malmö och Landskrona. Verket bestod av två kokvattenreaktorer som togs i drift 1975 och 1977, och togs ur drift 1999 respektive 2005. Kraftverket började rivas 2016 och ska enligt plan vara jämnat med marken omkring 2030. Anläggningen förvaltas av Barsebäck Kraft Aktiebolag (BKAB) och ägs av Sydkraft Nuclear Power AB som är en del av energikoncernen Uniper.

## Historia

### Tillkomst
Sydkrafts styrelse beslutade den 10 december 1965 att köpa mark för 9,5 miljoner kronor av greve Ian Hamilton, ägare av Barsebäcks fideikommiss. Området ansågs som väl lämpat för ett kärnkraftverk, då relativt få människor bodde inom fem kilometers radie och färdigdragna kraftledningar fanns i närheten. I december 1968 begärde SVAB tillstånd att uppföra 1 kärnreaktor med en termisk effekt på mellan 1 500 och 2 400 MW. Enligt denna ansökan planerades för en utbyggnad med ytterligare tre aggregat, varvid en utmatad eleffekt av totalt cirka 3 000 MW skulle kunna erhållas. På platsen såg myndigheter och den så kallade Närförläggningsutredningen även potential att leverera fjärrvärme inte bara till Malmö och Lund utan även Köpenhamn, medan till exempel Statens Vattenfallsverk i remissvar till samma utredning konstaterade att även ett välutvecklat fjärrvärmenät inom ett storstadsområde endast kan ta emot en mindre del av den värmeenergi som måste kylas bort vid produktion av områdets elbehov. Statens Vattenfallsverk drog därför slutsatsen att "utbyggnaden för elbehovet väsentligen måste baseras på kärnkraftanläggningar av kondenstyp", som för en given termisk effekt ger största möjliga mängd elektricitet, medan spillvärmen har så låg temperatur att den inte är användbar för uppvärmning.

### Barsebäck i kärnkraftsdebatten
Efter folkomröstningen om kärnkraften i Sverige 1980 ställdes kärnkraftsfrågan i Sverige på sin spets och avvecklande av kärnkraften kom att diskuteras flitigt. Under perioden 1976 till 1986 genomfördes ett tiotal "Barsebäcksmarscher" anordnade av olika miljörörelser, något som dock ebbade ut under 1990-talet. Många protester kom även från Danmark, till exempel demonstrerade 1979 över 30 000 människor i Köpenhamn för att driva på ett danskt agerande mot Barsebäck. Så sent som 2002 kritiserade den danska regeringen en upprustning av Barsebäck 2. Reaktorerna togs ur drift 1999 och 2005 som en del av en energipolitisk uppgörelse mellan socialdemokraterna, centerpartiet och vänsterpartiet. Stängningen av Barsebäck gjordes också i utbyte mot att 2010 försvann som slutdatum för den svenska kärnkraften.

### Nedläggning och rivning
Kort efter avstängningen av Barsebäck 2 (B2) år 2005 transporterades allt utbränt kärnbränsle till mellanlagret CLAB, och anläggningen är sedan 2006 i så kallad "servicedrift". Under perioden 2016 till 2019 genomfördes nedmontering och segmentering av reaktorernas interndelar som mellanlagras i ett nybyggt mellanlager på platsen. Detta rivningsavfall ska så småningom slutförvaras i ett utbyggt slutförvar för kortlivat avfall (SFR) som inte kommer att vara i drift före slutet av 2020-talet. Huvuddelen av verkets nedmontering och rivning kommer att genomföras efter 2021 och beräknas ta sju år.
I oktober 2019 ansökte Barsebäcksverket om att bygga ytterligare ett mellanlager för låg- och medelaktivt avfall för tillfällig lagring under rivningsarbetet. Målsättningen är att detta avfall ska vara placerat i slutförvar år 2035, medan det högaktiva avfallet i det första mellanlagret förmodligen blir kvar en bit in på 2040-talet.
Kävlinge kommun har uttryckt önskemål om att rivningen skall påbörjas tidigare så att man kan använda marken till bostäder. Ett annat förslag som diskuteras är att använda marken till att bygga forsknings- och innovationscentrum för förnybar energi. 
Fram till 2017 ersatte Staten Barsebäck Kraft Aktiebolag med 2,3 miljarder för att täcka servicedrift och dylikt till följd av den förtida stängningen. Rivningen av anläggningen anses dock redan vara förfinansierad via tidigare inbetalningar till Kärnavfallsfonden.
I oktober 2022 meddelade Barsebäck Kraft AB att man ville inrätta en energipark, Clean Energy Park, för att utveckla och forska på ny fossilfri energi. Man ville kunna koppla samman kärnkraft, vindkraft, solkraft och vätgasproduktion. Kärnkraften skulle, enligt bolaget, stå för den planerbara baskraften. Ett besked som senare tillbakavisades av den tyska ägaren Uniper, med de numera klassiska orden:" -Nein, Nein, Nein. Vare sig i Sverige eller någon annanstans har Uniper några planer på att bygga ny kärnkraft, det är fakta”. En vändning som enligt Kävlinge kommun, där Barsebäck ingår, kan komma att påverka bolagets framtid i kommunen.

## Miljöpåverkan
De svenska kärnkraftverken är avsiktligt kustförlagda för att kunna utnyttja havsvatten för att kyla turbinanläggningens kondensor. Det värmda kylvattnet släpps sedan tillbaka ut i havet, där det leder till uppvärmning i närområdet.

### Påverkan av förhöjd havsvattentemperatur
Vid bedömning av påverkan av förhöjd havsvattentemperatur brukar man som en tumregel räkna med att en 10 °C uppvärmning medför en fördubbling av respirationen hos de organismer som uppehåller sig där. Därmed ökar även anrikningen av skadliga ämnen som tungmetaller i näringskedjorna. Det varmare vattnet lockar också fisk till området.  Bland annat gädda har växt till sig storlekar upp till 21 kg som har fångats i närbelägna Lödde å i samband med leken, även vanlig abborre har vuxit sig stora upp till 2,5 kg.
Provfiske med ryssjor har pågått från 1977. Dessa utförs av Sveriges lantbruksuniversitet, Institutionen för akvatiska resurser, Kustlaboratoriet. Efter 1999 har man sett en tydlig minskning i temperaturpåverkan av fisk. Mellan 1999 och 2013 har det totala antalet fångade fiskar ökat. Gulålen har blivit större, medan antal individer i fångsten saknar trend. De vanligaste fiskarterna var ål, torsk och tånglake. Strandkrabba dominerar fångsten. 43 fiskarter har fångats. Majoriteten av analyserna på art- och samhällsnivå tyder på ett relativt stabilt fisksamhälle under de analyserade åren. Stabila eller ökande fångster av fiskar av konsumtionsstorlek av kommersiellt viktiga arter som torsk, skrubbskädda och ål indikerar ett måttligt fisketryck och/eller goda förutsättningar för föryngring i bestånden.
Kärnkraftens utsläpp till luft ligger huvudsakligen i andra delar av kärnbränslecykeln. Indirekt hade dock den kraftiga utbyggnaden av direktverkande elvärme som följde en positiv effekt på den försurning, som kol- och oljeeldning i Sverige lett till. Fjärrvärmen är väl utbyggd i Köpenhamn, men eldades huvudsakligen med fossila bränslen – ett förhållande som inte vägde tungt vid nedläggningsövervägandena. Beslutet var en följd av en överenskommelse mellan dåvarande S-regeringen, Vänsterpartiet och Centerpartiet.

### Klimatpåverkan
Enligt en livscykelanalys från 1999 redovisades för Barsebäcks reaktorer bland annat utsläpp av "Greenhouse gases" (g,CO2-equiv) till 14 gram/kWh.

### Radioaktiva utsläpp

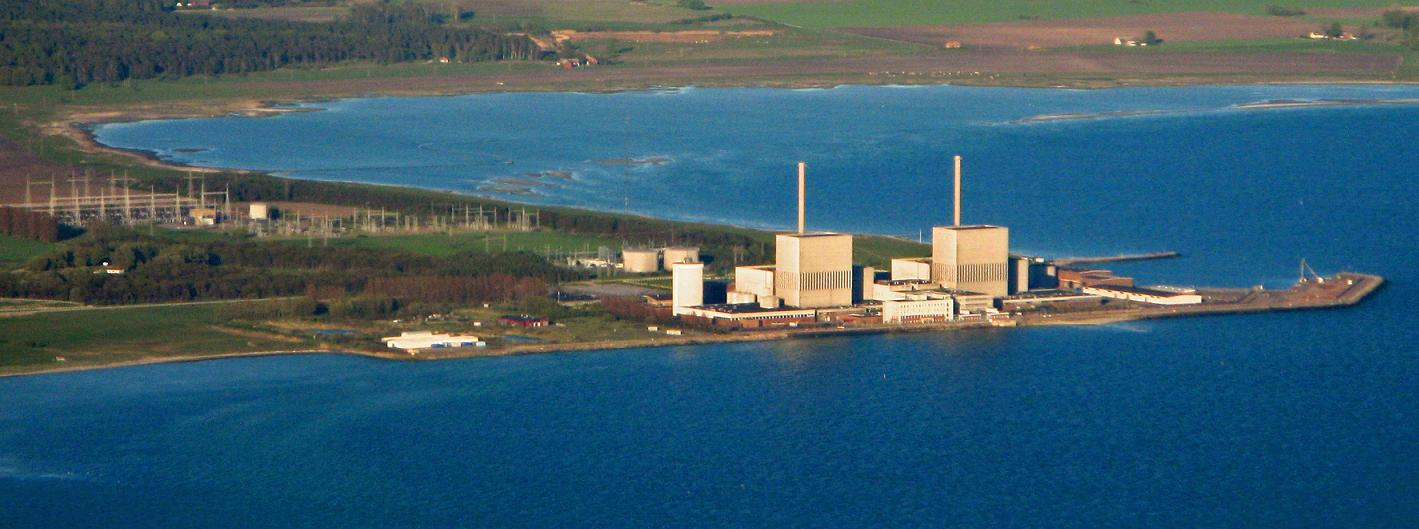
Barsebäcksverket, Barsebäck 1 till höger, Barsebäck 2 till vänster.

Ett kärnkraftverk släpper vid normal drift ut små mängder radioaktivitet till vatten och luft i omgivningen, vilket övervakas på olika sätt och redovisas återkommande för SSM (Strålsäkerhetsmyndigheten). Beräkningar görs av stråldoser till en "kritisk grupp", vilket är en tänkt grupp personer som ständigt vistas i kraftverkets omedelbara närhet och som huvudsakligen livnär sig på odling, djurhållning och fiske. Den kritiska gruppen tillåts få en dos på högst 0,1 mSv/år, vilket kan jämföras med att alla personer i Sverige får cirka 2–3 mSv/år i bakgrundsstrålning från berggrund, flygresor, medicinsk diagnostik och liknande källor som är svåra att undvika. För 2004 redovisade Barsebäck en maximal dos till kritisk grupp på cirka 0,00012 mSv/år, det vill säga nästan 1 000 gånger mindre än det tillåtna gränsvärdet, och 20 000 gånger mindre än normal bakgrundsstrålning. Efter stängningen 2005 har dessa doser minskat till betydligt mindre än 0,00001 mSv/år.

## Barsebäck 1
År 1969 beställde Sydkraft reaktor 1 av Asea-Atom till en kostnad av knappt en miljard kr. Då ingick även första laddningen av bränsle. Byggstart skedde 1 februari 1971. Efter att leverans av reaktorn skett vid nyår 1974/1975 skedde den första kärnklyvningen 18 januari 1975. Den 15 maj samma år kl 21.43 levererades den första elen ut på nätet.

### Generatorhaveriet 13 april 1979
På långfredagen den 13 april 1979 havererade generatorn i Barsebäck 1 genom att roterande delar brast på ett katastrofalt sätt, och en brand startade i turbinhallen. Efter två timmar hade brandpersonal från Kävlinge och Lund släckt branden. Vid händelsen slungades en 1,4 ton tung stålbit från generatorn i väg cirka 35 meter och slog hål i en vägg. Stålbiten hade kunnat skada operatörer och instrument, varför myndigheten SKI senare krävde åtgärder för att skydda kontrollrummen i kärnkraftverket mot denna typ av splitter. På grund av haveriet stängdes även Barsebäck 2 ner, då bägge blocken hade generatorer av samma typ som nu visat sig ha svagheter i sin konstruktion. Block 2 stod still fram till i slutet av juli då återstart skedde med en generator lånad från Forsmark. Barsebäck 1 som fick allvarliga skador av brand och splitter kunde återstartas först i mitten av september, även den med en generator lånad från Forsmark. Under tiden reaktorerna var stängda kördes det oljeeldade Karlshamnsverket i betydande omfattning. De båda generatorerna reparerades och modifierades så att Forsmark så småningom fick tillbaka sina utlånade generatorer.

### Haverifilter färdigställt 1985
Efter riksdagens beslut i oktober 1981 om att införa möjlighet till filtrerad tryckavlastning eller haverifilter färdigställdes 1985 en anordning kallad FILTRA. Anordningen är gemensam för bägge reaktorerna, och kan vid allvarliga missöden med utebliven kylning av reaktorn avlasta reaktorbyggnaden genom ett filter och väsentligt minska de utsläpp som annars skulle ha kunnat ske.

### Silhändelsen 28 juli 1992
I september 1992 drog kärnkraftinspektionen in drifttillståndet för Barsebäck 1 och fyra andra äldre kokarreaktorer då en incident i Barsebäck 2 den 28 juli visat på allvarliga brister i nödkylsystemen, brister som funnits sedan dessa reaktorer startades på 1970-talet. Vid ett stort rörbrott skulle lösriven mineralull ha kunnat täppa igen silarna till både härdsprinkling och inneslutningssprinkling. Efter omkonstruktion och ombyggnad återstartades reaktorn den 16 januari 1993. Händelsen klassades (för Barsebäck 2) som en tvåa på den sjugradiga internationella skalan INES.

### Slutlig avstängning 1999
Den 30 november 1999 stängdes Barsebäck reaktor 1 av för gott. Livstidsleveransen av el blev 93.82 TWh, och den totala kapacitetsfaktorn blev 74,5 procent.

### Produktion vid Barsebäck 1, 1975–1999 (TWh/år)
Produktion (TWh/år)År0123451975197919831987199119951999Produktion (TWh/år)

## Barsebäck 2
1970 beställde Sydkraft reaktorn Barsebäck 2 av Asea-Atom. Byggandet av reaktorn påbörjades 1 januari 1971 och den togs i drift den 21 mars 1977. Den 12 juni hade verket nått full effekt.
Laddningen av Barsebäck 2 var på sin tid en politisk stridsfråga. Efter valet 1976 hade en borgerlig regering tillträtt med centerpartiet och statsminister Thorbjörn Fälldin som starka kärnkraftsmotståndare, och han hade under valrörelsen lovat att "inte dagtinga med sitt samvete" när det gällde att ladda nya reaktorer. Centerpartiet tvingades till en kompromiss och gav hösten 1976 tillstånd till laddning av Barsebäck 2, där Fälldin fick medge att han "nådde inte ända fram".
Regeringen gick sedan vidare och antog i maj 1977 den så kallade Villkorslagen som förbjöd uppstart av nya reaktorer om reaktorinnehavaren inte kunde uppvisa en helt säker metod att ta hand om avfallet. För Barsebäck 2 som redan fått tillstånd för laddning i november 1976 räckte det dock att förevisa ett avtal om upparbetning. Detta skedde i december 1976 varvid Barsebäck 2 fick förnyat tillstånd att fortsätta driften.
En incident i Barsebäck 2 den 28 juli 1992, den så kallade "silhändelsen", visade på allvarliga brister i konstruktionen, brister som funnits även i Barsebäck 1, Oskarshamn 1 och 2 samt Ringhals 1, sedan dessa reaktorer startades på 1970-talet. Vid ett stort rörbrott skulle lösriven mineralull ha kunnat täppa igen silarna till både härdsprinkling och inneslutningssprinkling. Efter omkonstruktion och ombyggnad återstartades reaktorn den 10 januari 1993. Barsebäckshändelsen klassades som en tvåa på den internationella sjugradiga skalan INES.
I februari 1997 enades socialdemokraterna, vänsterpartiet och centerpartiet om att stänga av Barsebäck 2 den 1 juli 2001, något som dock inte genomfördes eftersom man ännu inte hade kommit igång med produktionen av förnybar energi. I samband med avstängningen av Barsebäck 1 1999 kom Sydkraft, Vattenfall och regeringen överens om att lägga Barsebäcks enda reaktor under Ringhals AB den 1 augusti 2000.
Under hösten 2004 bestämdes reaktorns öde. Socialdemokraterna, vänsterpartiet och centerpartiet kom överens i oktober. Den 24 november lämnade Näringsdepartementet förslag om tillståndsindragning och den 16 december fattade regeringen beslutet.
Klockan 18.00 den 31 maj 2005 påbörjades minskningen av reaktorns produktion och vid midnatt var avstängningen ett faktum. Livstidsleveransen av el blev 108.45 TWh. Den totala kapacitetsfaktorn blev 74,9 procent.

### Produktion vid Barsebäck 2, 1977–2005 (TWh/år)

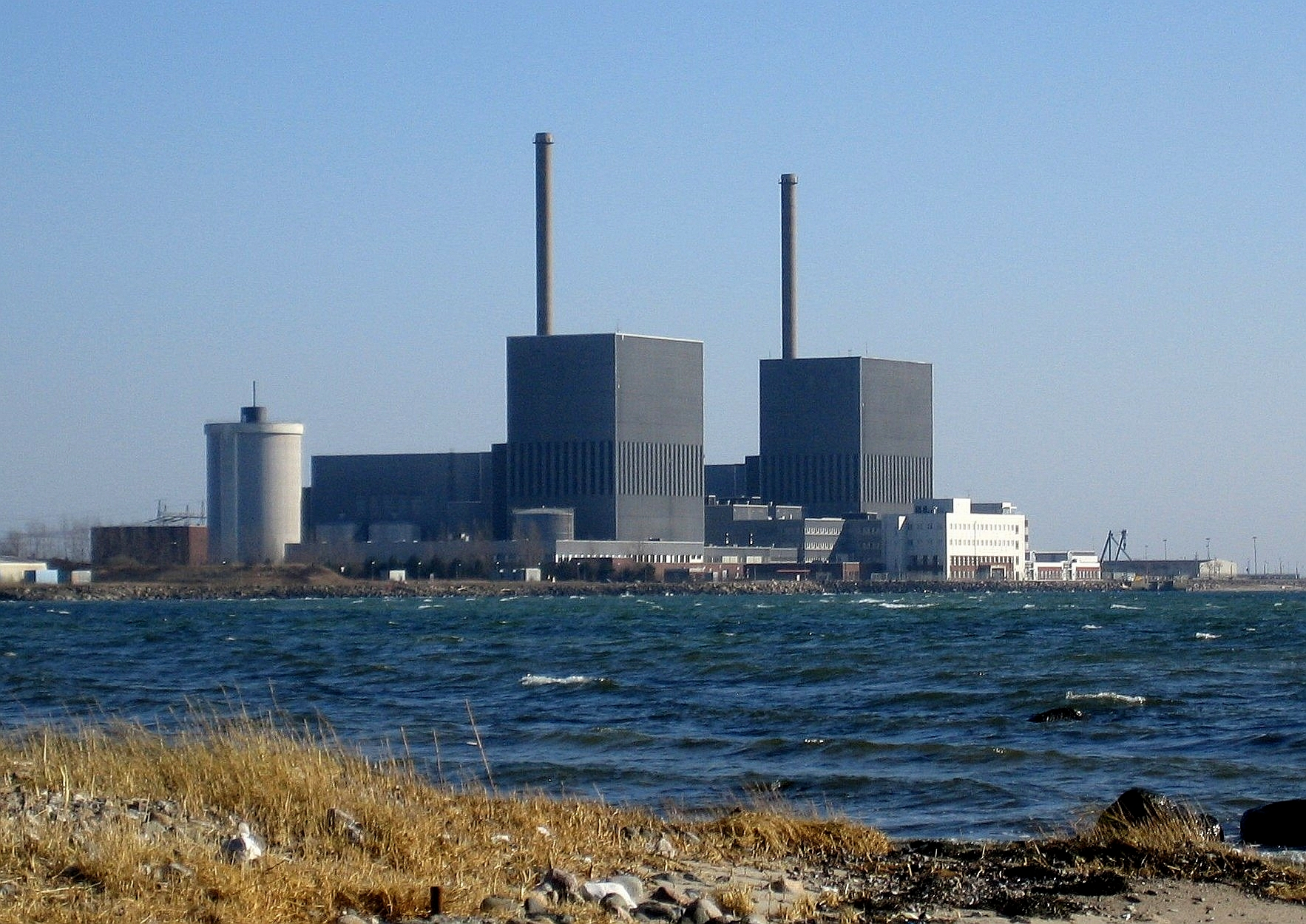
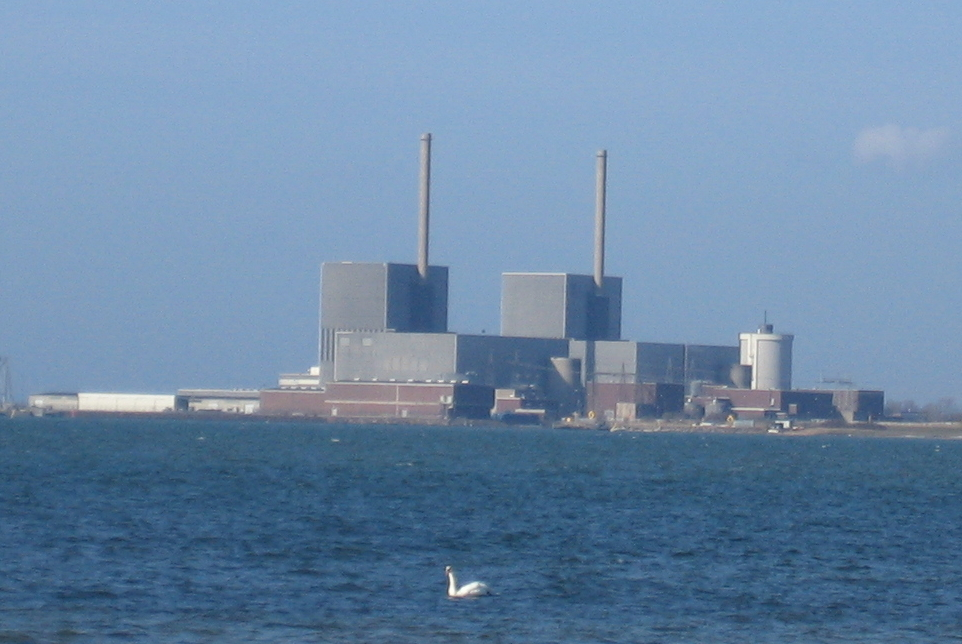
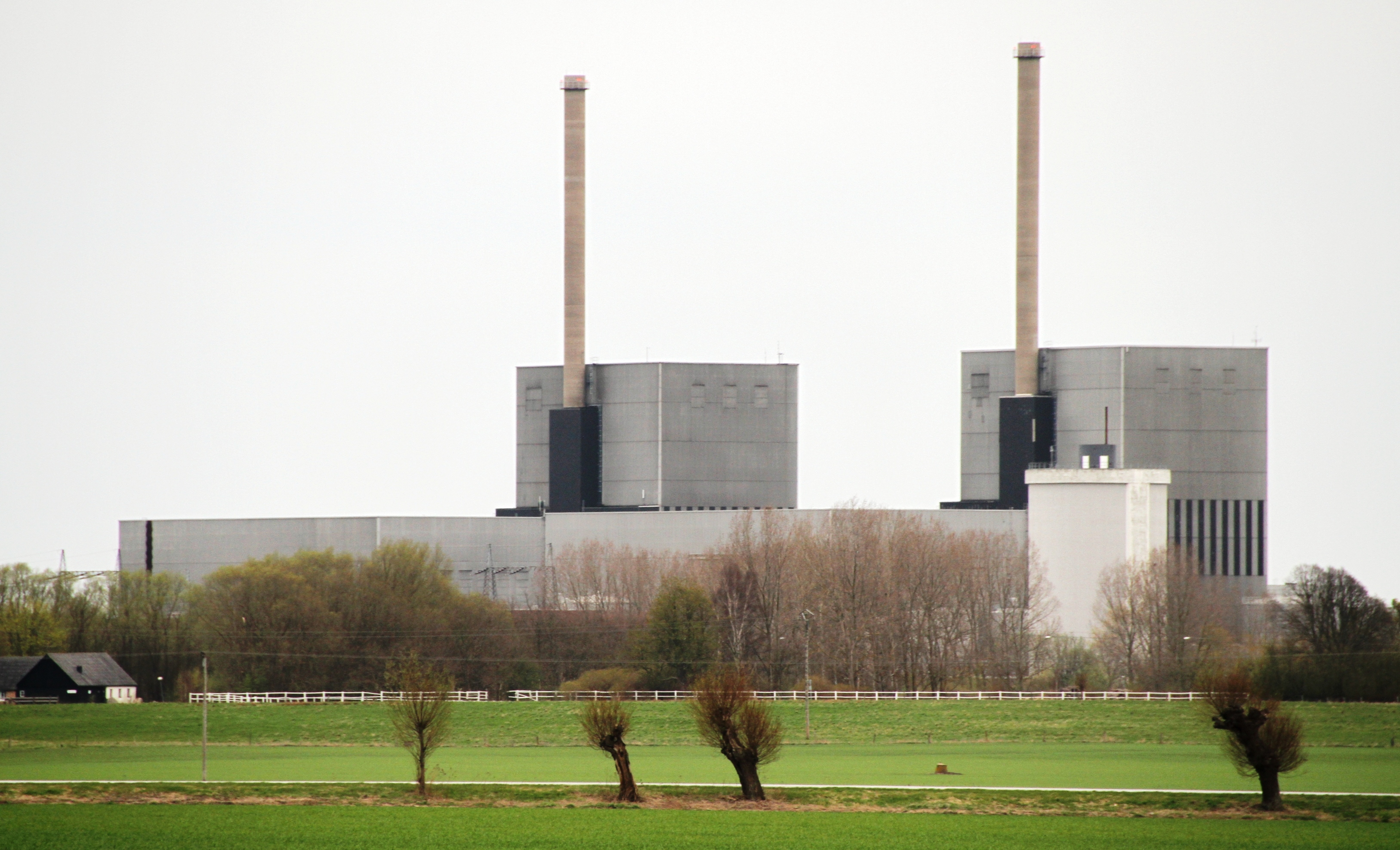

Produktion (TWh/år)År01234519771981198519891993199720012005Produktion (TWh/år)